# Миладиново
Милади́ново (болг. Миладиново) — село в Кирджалійській області Болгарії. Входить до складу общини Кирджалі.

## Населення
За даними перепису населення 2011 року у селі проживали 457 осіб.
Національний склад населення села:
| Національність   | Кількість осіб | Відсоток |
| ---------------- | -------------- | -------- |
| турки            | 442            | 98,4%    |
| цигани           | 6              | 1,3%     |
| болгари          | 0              | 0%       |
| Всього відповіли | 449            |          |

Розподіл населення за віком у 2011 році:
Динаміка населення: